# Adenilil-sulfat kinaza
Adenilil-sulfat kinaza (EC 2.7.1.25, adenililsulfatna kinaza (fosforilacija), 5'-fosfoadenozin sulfatna kinaza, adenozin 5'-fosfosulfatna kinaza, adenozin fosfosulfatna kinaza, adenozinska fosfosulfokinaza, adenozin-5'-fosfosulfat-3'-fosfokinaza, APS kinaza) je enzim sa sistematskim imenom ATP:adenilil-sulfat 3'-fosfotransferaza. Ovaj enzim katalizuje sledeću hemijsku reakciju
ATP + adenilil sulfat {\displaystyle \rightleftharpoons } ADP + 3'-fosfoadenilil sulfat
Ljudski sistem fosfoadenozin-fosfosulfatne sintaze (PAPSS) je bifunkcionalani enzim (fuzioni produkt kve katalitičke aktivnosti).

## Literatura
- Nicholas C. Price; Lewis Stevens (1999). Fundamentals of Enzymology: The Cell and Molecular Biology of Catalytic Proteins (Third изд.). USA: Oxford University Press. ISBN 019850229X.
- Eric J. Toone (2006). Advances in Enzymology and Related Areas of Molecular Biology, Protein Evolution (Volume 75 изд.). Wiley-Interscience. ISBN 0471205036.
- Branden C; Tooze J. Introduction to Protein Structure. New York, NY: Garland Publishing. ISBN 0-8153-2305-0.
- Irwin H. Segel. Enzyme Kinetics: Behavior and Analysis of Rapid Equilibrium and Steady-State Enzyme Systems (Book 44 изд.). Wiley Classics Library. ISBN 0471303097.

## Spoljašnje veze
- Adenylyl-sulfate+kinase на 